# Eulasia pietschmanni
Eulasia pietschmanni is een keversoort uit de familie Glaphyridae. De wetenschappelijke naam van de soort is voor het eerst geldig gepubliceerd in 1919 door Breit.